# Centaurea zlatiborensis
Centaurea zlatiborensis (лат.) — вид цветковых растений рода Василёк (Centaurea) семейства Астровые (Asteraceae). Впервые описан сербскими ботаниками Б. Златковичем, Е. Новакович и П. Яначковичем в 2018 году.

## Распространение
Эндемик Сербии. Известен из горной области Златибор на западе страны. Предпочитает сухие участки.

## Ботаническое описание
Морфологически близок балканскому виду Centaurea calocephala Willd., отличается простыми или слабо ветвистыми стеблями с небольшими одноголовчатыми ветвями.